# NVIDIA BR02

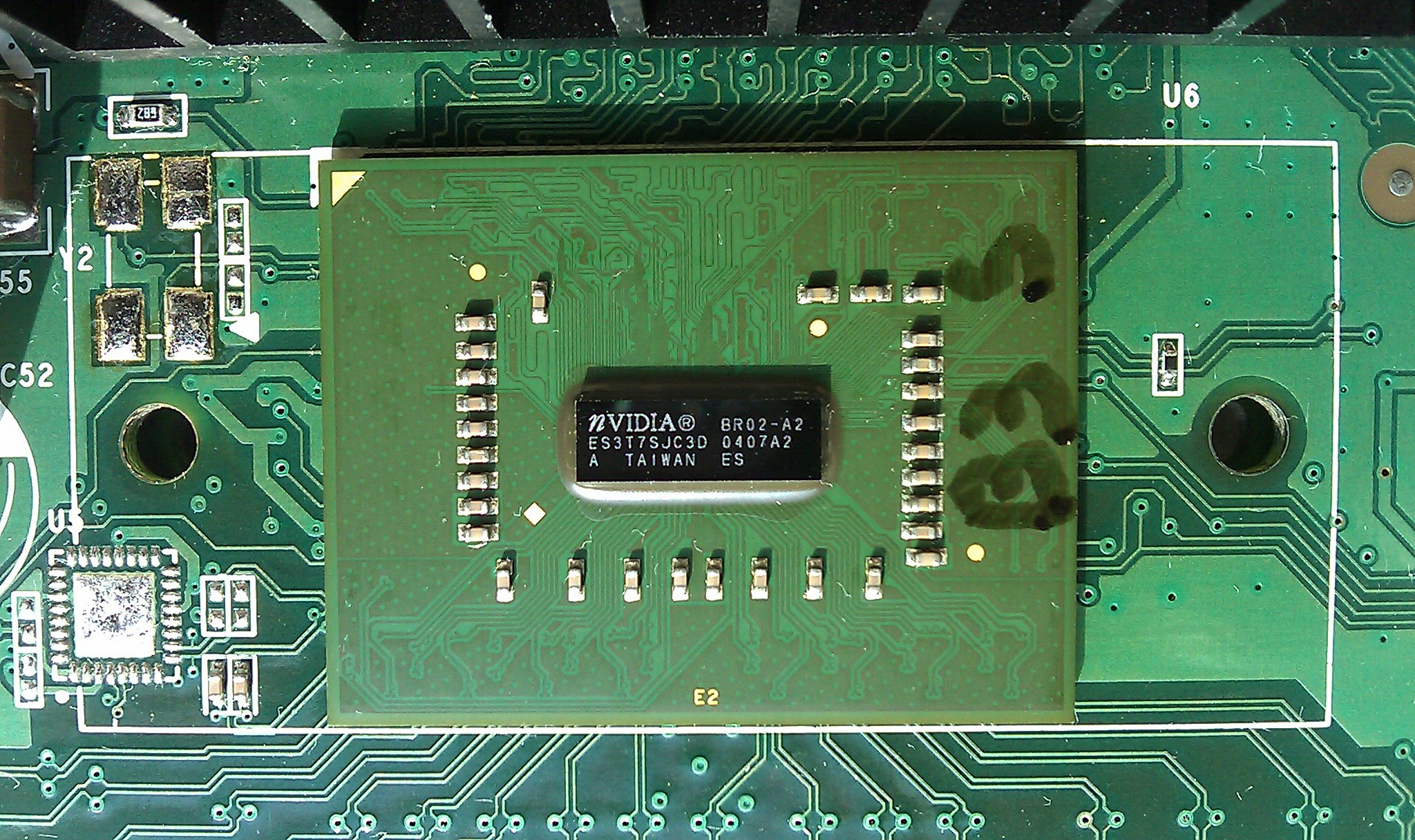
NVIDIA BR02接橋晶片

BR02 全稱 Bridge Revision 02，是 NVIDIA 公司隨 GeForce PCX推出的橋接晶片，其別稱為High Speed Interconnect（HSI），由IBM 代工。它可以將 AGP 訊號轉為PCI-E訊號，亦可將PCI-E訊號轉為AGP訊號。BR02也可與顯示核心一起封裝以降低成本，例如NV45/NV48晶片即是NV40晶片與BR02的整合體。
初期NVIDIA使用此晶片，將AGP顯示卡轉為PCI-E接口，推出了GeForce PCX系列。但GeForce PCX基於其不成功的舊產品GeForce FX系列，而且透過其轉換，效能會略微損失，所以接橋晶片備受批評。而當時競爭對手ATi亦挪喻NVIDIA「有路何需搭橋」，皆因其晶片均為原生，即一個晶片同時推出原生PCI-E與原生AGP版本。
在GeForce 6及GeForce 7時期，BR02橋接晶片的優勢終於體現出來，NVIDIA可以方便的將原生支援AGP的顯示卡轉換為PCI-E顯示卡，或將原生支援PCI-E的顯示卡轉換為AGP顯示卡以供老平臺使用。最後迫於成本壓力，ATi亦開發了Rialto單向橋接晶片。
不同於ATi的Rialto，NVIDIA的BR02由於推出時間較早，無法支援GeForce 8系列及之後的產品，NVIDIA亦曾打算升級至新的A05版本，但最後NVIDIA認為AGP已面臨淘汰，利潤不高而放棄。所以GeForce 8及之後的產品並沒有AGP版本推出。